# 丁恩丽
丁恩丽（Enli Ding，1957年3月12日—），德国专栏作家，歐洲華文作家協會會員，文化工作者。

## 生平
1957年3月12日出生於徐州， 三岁回到南京，在南京成长读书。畢業於南京师范大学中文系。1997年定居德国，在德国从事中文教学，自由翻译，专栏作家。

## 著作
- 《永远的漂泊》
- 《在德国成长》[4]